# Home (documental)
Home es un documental de 2009 dirigido por el fotógrafo francés Yann Arthus-Bertrand. De perspectiva ecologista, la trama se desarrolla con un narrador en off sobre tomas aéreas que muestra la diversidad de paisajes de la Tierra y cómo la explotación económica se han convertido en una amenaza para el equilibrio ecológico del planeta. 
La película tuvo un estreno a nivel mundial en cines, se lanzó en el mercado doméstico y se subió a la plataforma YouTube.

## Argumento
El documental muestra la historia de la Tierra desde sus inicios hasta el presente. El total de la película se compone de tomas de 54 países con perspectiva aérea.
La secuencia de imágenes comienza con escenas de la naturaleza, para luego mostrar otras donde se ve el daño a los ecosistemas por el impacto de la explotación humana. Estos accidentes geográficos se «originan por un estilo de vida que destruye lo esencial para producir lo supérfluo».
En la película se pueden ver secuencias de imágenes de todo el mundo, en las cuales se puede apreciar, comentado por el narrador (Salma Hayek en la versión en español latinoamericano, Glenn Close en la versión en inglés, Juan Echanove en la versión en castellano (España)), cómo el ser humano ha maltratado y está afectando al planeta: el clima (cambio climático), los ecosistemas (deforestación, sobreexplotación de acuíferos, pérdida de biodiversidad, urbanización, etc.) debido a la voracidad de energía y materiales del sistema socioeconómico capitalista. 
Se muestran escenas del polo petrolífero de Dubái.
Sobre el fin mismo del documental Arthus-Bertrand comentó que el objetivo no es brindar soluciones, sino exponer la problemática. Comentó que «viviríamos mejor consumiendo menos y compartiendo más»; sobre las políticas como instrumento de cambio declaró necesario «convencer a la gente para que empuje a los políticos a la acción». Una de las conclusiones del documental afirma «en 200 000 años sobre la Tierra, la humanidad ha perturbado el balance sobre el planeta. La humanidad tiene apenas diez años para revertir al tendencia».
Sobre el final se escucha la frase «es demasiado tarde para ser pesimista» y se ofrece una visión distinta.

## Producción

### Antecedente
La idea original surgió en 2006 cuando el fotógrafo francés Yann Arthus-Bertrand se asoció a Denis Carot, con su productora Elzévir Films, para la realización del proyecto. Dos de las condiciones que se impusieron desde un inicio fueron la gratuidad de la obra y un estreno a nivel mundial, por lo que les resultó difícil encontrar apoyo en la industria. El director de cine Luc Besson se involucró y mediante EuropaCorp se encargó de la distribución. Fue también el responsable de obtener financiamiento del conglomerado multimarca francés PPR, que aportó diez millones de euros del total de doce que costó el filme. Participaron a su vez la emisora pública France 2 y Qatar Foundation.
Arthus-Bertrand reclutó parte del personal con el que ya había trabajado en sus proyectos anteriores, el libro best seller La Tierra vista desde el cielo y su película para la televisión francesa Visto desde el cielo (2004). Entre ellos figuraron Armand Amar para la banda sonora, la periodista Dorothée Martin, primera asistente de dirección, y los responsables de la planificación Jean de Trégomain como director de producción y Claude Canapl, productor general. El corte final contó con una revisión de Al Gore y Lester Brown.

### Rodaje
La cinematografía consistió enteramente en secuencias aéreas tomadas desde helicóptero en 54 países. Se conformaron tres equipos de rodaje que filmaron en simultáneo en cinco continentes a lo largo de veintiún meses. El proyecto comenzó en abril de 2007 y demoró casi tres años, con 217 días de filmación y 488 horas de metraje. La base de operaciones se situó en París, Francia, donde se trazó la hoja de ruta. En las distintas locaciones se contrataron a pilotos y guías locales, y el equipo técnico se redujo a un realizador o asistente y a un ingeniero de imagen. Se utilizó la cámara de alta definición Cineflex con sistema de giroestabilizador para reducir vibraciones; el dispositivo pesaba unos 120 kilos y contaba con un zum de tecnología militar, además de que permitía el recambio de cintas a bordo del vehículo. El proceso consistió en captar los videos en formato crudo para luego aplicar el proceso de etalonaje en postproducción; la imagen inicial era «bastante gris, plana, y poco reconfortante» de acuerdo a Stéphane Azouze, uno de los ingenieros de imagen. La corta duración de los vuelos de los helicópteros, que alcanzaron un máximo de dos horas y media, sumado al costo por combustible redujo las posibilidades de filmación a media hora por locación, dado la distancia entre el punto de aterrizaje y el lugar de interés. Arthus-Bertrand realizó la selección final de los metrajes.
Cada país aplicaba criterios distinto a las medidas de seguridad para el rodaje. India exigió cinco niveles de autorización, con pedidos al Ministerio de Defensa, al Ministerio de Exteriores, a la Embajada, al Ejército y a la Aviación. Allí se filmó el equivalente a dos minutos y medio de película y los trámites administrativos tardaron un año. El rodaje aéreo en este país estaba sujeto a especificaciones, dado que la cámara Cineflex era considerada tecnología de espionaje. El equipo de producción tuvo que entregar los datos de GPS, plan de vuelo y un oficial de seguridad corroboraba la ruta y las imágenes tomadas. De las quince cintas grabadas, dos y media fueron borradas tras la evaluación y no se les permitió al equipo conservarlas.

### Guion y banda sonora
Tras el primer año de filmación se comenzó a escribir el guion con la periodista Isabelle Delannoy como coautora. Sobre el proceso comentó que las secuencias de imágenes inspiraron la construcción de la narración y una de las ideas que se intentó plasmar era la «conexión entre el hombre y la Tierra». Se evitó el género catastrófico ya que el objetivo de acuerdo al equipo era concientizar e impulsar acciones que conlleven un cambio de comportamiento. Las imágenes aéreas se utilizaron de forma tal que brindasen una distancia que promueva la reflexión, e ilustren la paradoja de ser el momento de mayor dependencia a los recursos naturales y también el de mayor separación de la humanidad de la naturaleza.
Amar también comenzó la producción de la banda sonora sin un guion previo, y se basó en las secuencias de filmación para elaborarla, lo que significó un «reto» para él. Para ello realizó una serie de viajes para grabar con la Orquesta Sinfónica de Budapest y el Ensamble de Percusión de Shanghái. Se seleccionaron las cuerdas y el piano dado que no se buscó generar una composición sinfónica que compitiera con las imágenes. Los ritmos son étnicos ululantes y se utilizaron también instrumentos de distintas regiones como Mongolia, Armenia e Irán. De acuerdo con el realizador, imágenes, narración y música debían de combinarse de forma armónica, y la musicalización también le confirió  «movimiento» a las imágenes y exaltó la emoción producida por estas.

## Reparto

### Narradores
- Glenn Close: inglés
- Salma Hayek: español

## Lanzamiento y recepción
El lanzamiento se dio el 5 de junio de 2009, en el Día Mundial del Medio Ambiente, con un estreno en simultáneo en 123 países y distribución gratuita mediante internet.

### Crítica
El sitio web Metacritic recopiló cuatro reseñas y arrojó una calificación de 47 puntos sobre 100, lo que indica «críticas mixtas o promedio». New York Daily News calificó con tres estrellas, afirmó que el estilo es similar al de Koyaanisqatsi pero con el agregado de narración. De acuerdo con el periódico, la película muestra una mirada «más triste que alarmista» y resume que el argumento trasciende la cuestión del cambio climático para enfocarse en el concepto del desbalance en la vida. Sobre esto se ha mencionado el estado que produce en el espectador la obra, que no es hasta los minutos finales que ofrece un mensaje diferente, «esperanzador», luego de brindar un discurso de «pesimismo extremo».
La combinación de la narración superpuesta a las imágenes fue uno de los aspectos más reseñables. Andrew Schenker de The Village Voice comentó sobre el contraste del mensaje, que insta a tomar medidas, y la «placidez» de las imágenes; Jeannette Catsoulis de The New York Times  se mostró crítica del ritmo, que consideró largo con tono condescendiente, y concluyó que las escenas sobre la explotación humana no tienen el efecto deseado y se siente «menos como un regaño y más como una palmada en la cabeza». LaButaca.net concedió seis puntos de diez y afirmó que «no deja de ser una bofetada necesaria», pero que carece del «didactismo demócrata» de Una verdad incómoda y no llega al nivel de La pesadilla de Darwin. La música ha sido descrita como «lúgubre».

### Premios y reconocimientos
La película recibió una nominación en los Premios César de 2010 en la categoría mejor película documental. Por su parte la Australian Cinematographers Society condecoró con el premio Victoria & Tasmania Gold Award al cineasta Michael Brennan por su labor en las tomas. Armand Amar ganó en 2011 la categoría Mejor banda sonora original para una película documental otorgado por International Film Music Critics Association (IFMCA).

### Controversia
Se han suscitado críticas por el apoyo financiero que recibió la producción por parte de la empresa multinacional francesa PPR, dueña de Gucci y Puma entre otras marcas de moda, por la disparidad entre el mensaje del filme, crítico del consumismo, y el origen de los fondos. Sobre este hecho Laurent Claquin, el vicepresidente sénior del área corporativa de responsabilidad social y ambiental en 2009, comentó «es cierto que nos estamos poniendo en riesgo de alguna manera. No somos perfectos aún. Nunca seremos perfectos. Pero tenemos el deber de actuar». El logo de la empresa se ve al principio y al final de la película por lo que algunos críticos lo consideran un acto de greenwashing (lavado de imagen verde).